# Раиса ана (мечеть)
Рахымкызы Раиса ана (каз. Рахымқызы Раиса ана) — мечеть, расположенная в столице Казахстана городе Астана.

## История
Мечеть открыта 5 июля 2019 года. Она была 11-й мечетью построенной в Астане. В открытии мечети приняли участие общественные деятели и жители города . Выступил верxовный муфтий Казахстана Серикбай Ораз. Имам новой мечети стал Калижан Занкоев, до этого он исполнял обязанности главного имама мечети Альжан ана. Летом 2023 года в здании мечети проводятся курсы религиозной грамотности для 120 детей.

## Описание
Мечеть расположена в Сарыаркинском районе по адресу улица улица Гете, 16, рядом с железнодорожным вокзалом «Нур-Султан» на правом берегу реки Ишим.